# Boda Oszkár
Boda Oszkár, családi nevén Breuer Oszkár (Nagyvárad, 1905. november 28. – Nagyvárad, 1976. június 17.) magyar zenetanár és művészeti író.

## Életútja
Breuer Rudolf órás és Moskovits Hanni fiaként született. Szaktanulmányait szülővárosában és Bécsben végezte; 1932-től Nagyváradon volt hegedűtanár. 1937 óta közölt zenepublicisztikát, zenekritikát és népszerűsítő cikkeket, főleg a Nagyváradi Napló, Nagyvárad, majd 1950-től a Fáklya hasábjain.